# Koalitionsvertrag
Ein Koalitionsvertrag (auch Koalitionsvereinbarung) wird zwischen zwei oder mehreren Parteien geschlossen, um die mittel- bis langfristige Zusammenarbeit einer gemeinsamen Koalitionsregierung während der anstehenden Legislaturperiode zu regeln. 
Er gibt gewöhnlich einen Überblick über das Regierungsprogramm und die wichtigsten Vorhaben der aus der Koalition hervorgehenden künftigen Regierung. Von den beteiligten Parteien werden darin personelle und sachliche Bedingungen vertraglich vereinbart, unter denen sie bereit sind, gemeinsam eine Koalition zu formen.
Koalitionsverträge sind keine rechtsverbindlichen Verträge, sondern lediglich politische Absichtserklärungen bzw. ein Memorandum of Understanding. Insofern sind sie nicht gerichtlich einklagbar, und auch demokratietheoretisch und verfassungsrechtlich umstritten.

## Koalitionsverträge in Deutschland

### Ablauf
Koalitionsverträge werden normalerweise zu Beginn der Legislaturperiode von den Spitzenpolitikern der beteiligten Parteien (darunter insbesondere die Partei- und Fraktionsvorsitzenden) unter Mitwirkung von höheren Beamten der Ministerien ausgehandelt und schlussendlich unterzeichnet. Teilweise werden auch Arbeitskreise für bestimmte Themenfelder gebildet, in denen die entsprechenden Fachpolitiker vorverhandeln; nur strittige Themen werden dann zur Klärung an die Parteispitzen gegeben. 
Bevor es zu tatsächlichen Koalitionsverhandlungen kommt, wird oftmals erst „sondiert“; das heißt, anhand der wichtigsten Sach- und Personalfragen ausgelotet, ob eine Zusammenarbeit überhaupt in Frage kommt. Bemerkenswert ist, dass an Koalitionsverhandlungen auch Personen teilnehmen, die später gar nicht am Kabinettstisch sitzen. Ein analoges Gremium während der Regierungsperiode, in der auch strittige Themen des Koalitionsvertrags geklärt werden, ist der (umstrittene) Koalitionsausschuss. 

### Geschichte der Koalitionsverträge auf Bundesebene
Lange Zeit war es nicht üblich, dass Parteien einen Koalitionsvertrag unterschrieben. Diese Aufgabe hatte die Regierungserklärung, in der der Reichskanzler bzw. später der Bundeskanzler die geplante Politik seiner Regierung in groben Zügen umriss. Daneben gab es durchaus einzelne Absprachen zwischen den Parteien.
Da im Deutschen Kaiserreich die Parteien keine gemeinsame Regierung unterstützen mussten, kam es erst in der Weimarer Republik zu einem einzigen Koalitionsvertrag.
Zum ersten Koalitionsvertrag in der Bundesrepublik Deutschland kam es am 20. Oktober 1961, als die Partner CDU/CSU und FDP schriftliche Vereinbarungen trafen. Entgegen der ursprünglichen Absicht wurde er in Zeitungen veröffentlicht und löste große Unruhe in der Öffentlichkeit aus. Vor allem der im Koalitionspapier erwähnte Koalitionsausschuss wurde kritisiert, als eine Art neues Staatsorgan außerhalb des Grundgesetzes. 1962 wurde das Abkommen zwischen den Regierungsparteien, nach der Krise um die Spiegel-Affäre, erneuert. In der Folge vermied man es, von Koalitionsverträgen und Koalitionsausschüssen zu sprechen, es war aber klar, dass der „Kressbronner Kreis“ einen solchen für die Regierung Kiesinger/Brandt darstellte (benannt nach dem Urlaubsort von Kurt Georg Kiesinger 1967). 
Zum 20. Oktober 1998 einigten sich die SPD und die Bündnisgrünen auf einen Koalitionsvertrag mit dem Titel: „Aufbruch und Erneuerung – Deutschlands Weg ins 21. Jahrhundert“, der dann 2002 neu aufgelegt wurde. 2005 schlossen CDU, CSU und SPD einen Koalitionsvertrag mit dem Titel „Gemeinsam für Deutschland. Mit Mut und Menschlichkeit.“. Der darauffolgende Koalitionsvertrag zwischen CDU/CSU und FDP für die 17. Legislaturperiode trug den Titel „Wachstum. Bildung. Zusammenhalt.“. Der Koalitionsvertrag der 18. Legislaturperiode, der zwischen CDU/CSU und der SPD in der sogenannten GroKo geschlossen wurde, trägt den Titel „Deutschlands Zukunft gestalten“.

### Kritik an Koalitionsverträgen, -ausschüssen und an Koalitionen überhaupt
Die Kritik an Koalitionsverträgen, -ausschüssen und an Koalitionen überhaupt kommt immer wieder auf. Hans-Dietrich Genscher meinte beispielsweise, das „Koalitionsprinzip“ habe seit 1949 die Richtlinienkompetenz des Kanzlers und das Kabinettsprinzip ausgehöhlt. Der Politikwissenschaftler Wichard Woyke hielt den Koalitionsausschuss für eine Art Nebenregierung ohne parlamentarische Verantwortung.
Der Ausdruck „Vertrag“ beim Koalitionsvertrag ist irreführend und hat möglicherweise zur Kritik beigetragen. Es handelt sich nicht um einen zivilrechtlichen Vertrag und auch nicht um objektives Recht, denn es fehlen Sollenssätze, die öffentliche Kundgebung und die Anerkennung durch Rechtslehre und Gerichte. Der „Koalitionsvertrag“ ist insofern nicht mehr als eine Absichtserklärung: Die Partner werden versuchen, die Abgeordneten ihrer Fraktionen zur Unterstützung der Regierung zu bewegen. Verfügen über die Stimmen der Abgeordneten können die Partner hingegen nicht – wegen des freien Mandats; und damit können die Partner auch nicht garantieren, dass ihre Bemühungen fruchten. Daher kann bei einem Koalitionsvertrag kein Anspruch eingeklagt werden, sondern die unterschiedlichen Auslegungen der Vereinbarung müssen politisch zu einem die Differenzen überwindenden Kompromiss zusammengeführt werden.
Die beteiligten Parteien machen die Unterzeichnung des Koalitionsvertrages zudem in der Regel von der Zustimmung verschiedener Parteigremien abhängig. Für den Koalitionsvertrag 2025 waren dies etwa bei der CSU der Parteivorstand, bei der CDU (gemäß § 31 der Satzung) der Bundesausschuss und bei der SPD ein Mitgliedervotum. Insbesondere letzteres wurde in der Vergangenheit dahingehend kritisiert, dass es das freie Mandat der Abgeordneten bei der Kanzlerwahl einschränke und Personen ohne aktives Wahlrecht, etwa minderjährigen oder ausländischen Parteimitgliedern, die Teilnahme ermögliche. Entsprechende Anträge wurden 2013 und 2018 jedoch vom Bundesverfassungsgericht abgewiesen, da es Koalitionsverträge lediglich als informelle Empfehlung betrachtet.